# Battaglia della Smala
La battaglia della Smala venne combattuta nel 1843 tra Francia e i combattenti della resistenza algerina nel corso della Conquista francese dell'Algeria.

## Storia
I francesi, guidati da Enrico d'Orléans, duca d'Aumale, razziarono l'accampamento (noto come smala o zmelah) del capo della resistenza algerina, Abd al-Qadir, il 16 maggio 1843, mentre al-Qadir era assente per una spedizione. I 500 cavalieri francesi colsero di sorpresa i difensori del campo che spararono alcuni colpi prima di darsi alla fuga. Più di 3000 uomini di el-Kader (su una forza totale di 30 000) vennero catturati, come pure molti dei loro possedimenti tra cui la cassa di guerra ed una vasta biblioteca valutata 5000 sterline dell'epoca. Tre giorni più tardi vennero catturati altri 2500 sostenitori algerini.
El-Kader si rifugiò in Marocco sul finire dell'anno, portando così l'attenzione francese sul territorio marocchino e facendo scoppiare nel 1844 la Prima guerra franco-marocchina. Venne catturato infine nel 1847 ponendo fine alla principale resistenza algerina all'occupazione coloniale francese.